# Tetamauara retifera
Tetamauara retifera là một loài bọ cánh cứng trong họ Cerambycidae.